# Friedrich Amelung

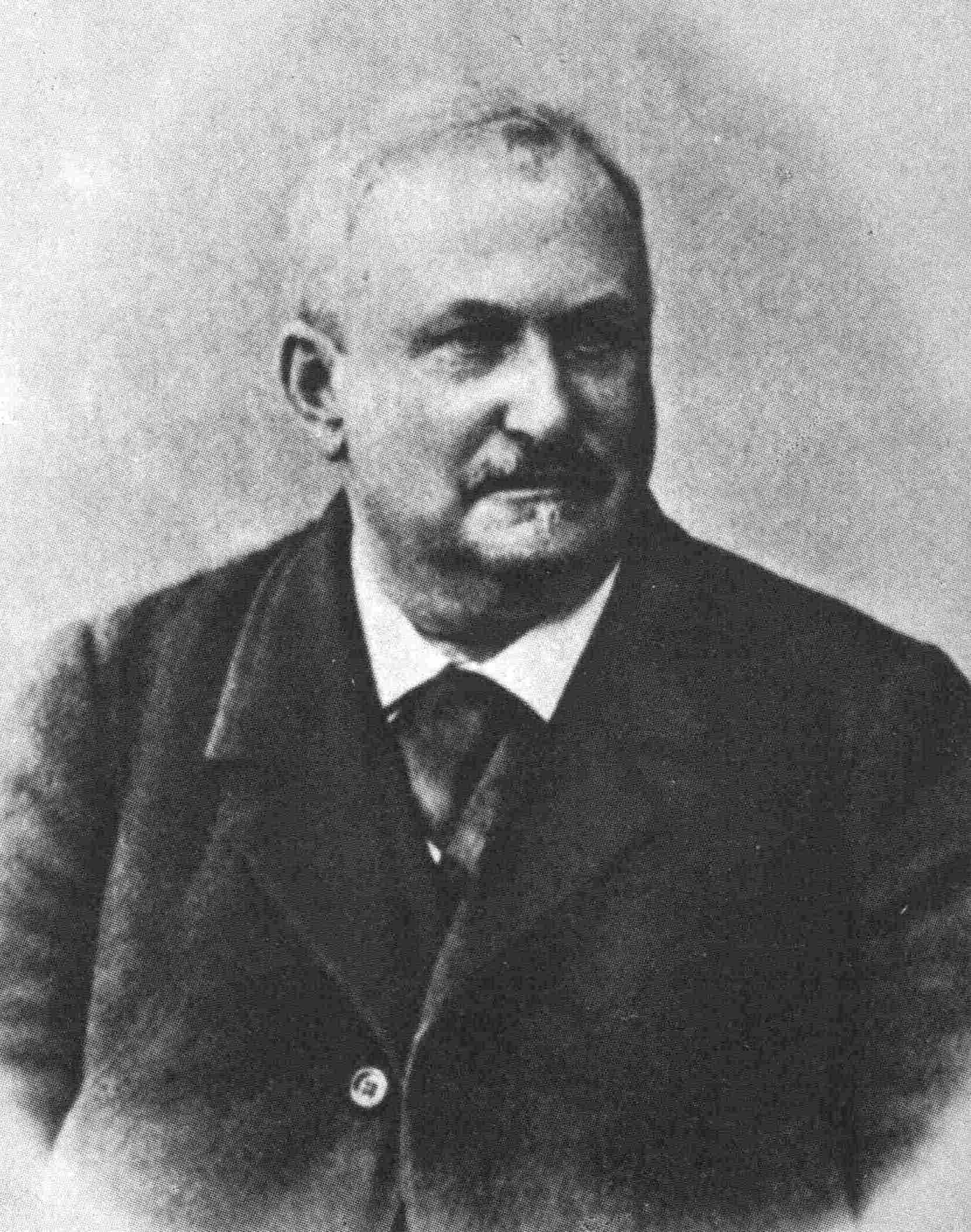
Friedrich Amelung (Bild um 1880)

Friedrich Ludwig Balthasar Amelung (* 11. Märzjul. / 23. März 1842greg. in Katharina (Meleski), Livland; † 9. Märzjul. / 22. März 1909greg. in Riga) war ein baltischer Industrieller, Schachspieler und Publizist. Zwischen 1889 und 1901 gab er die Baltischen Schachblätter heraus.

## Leben

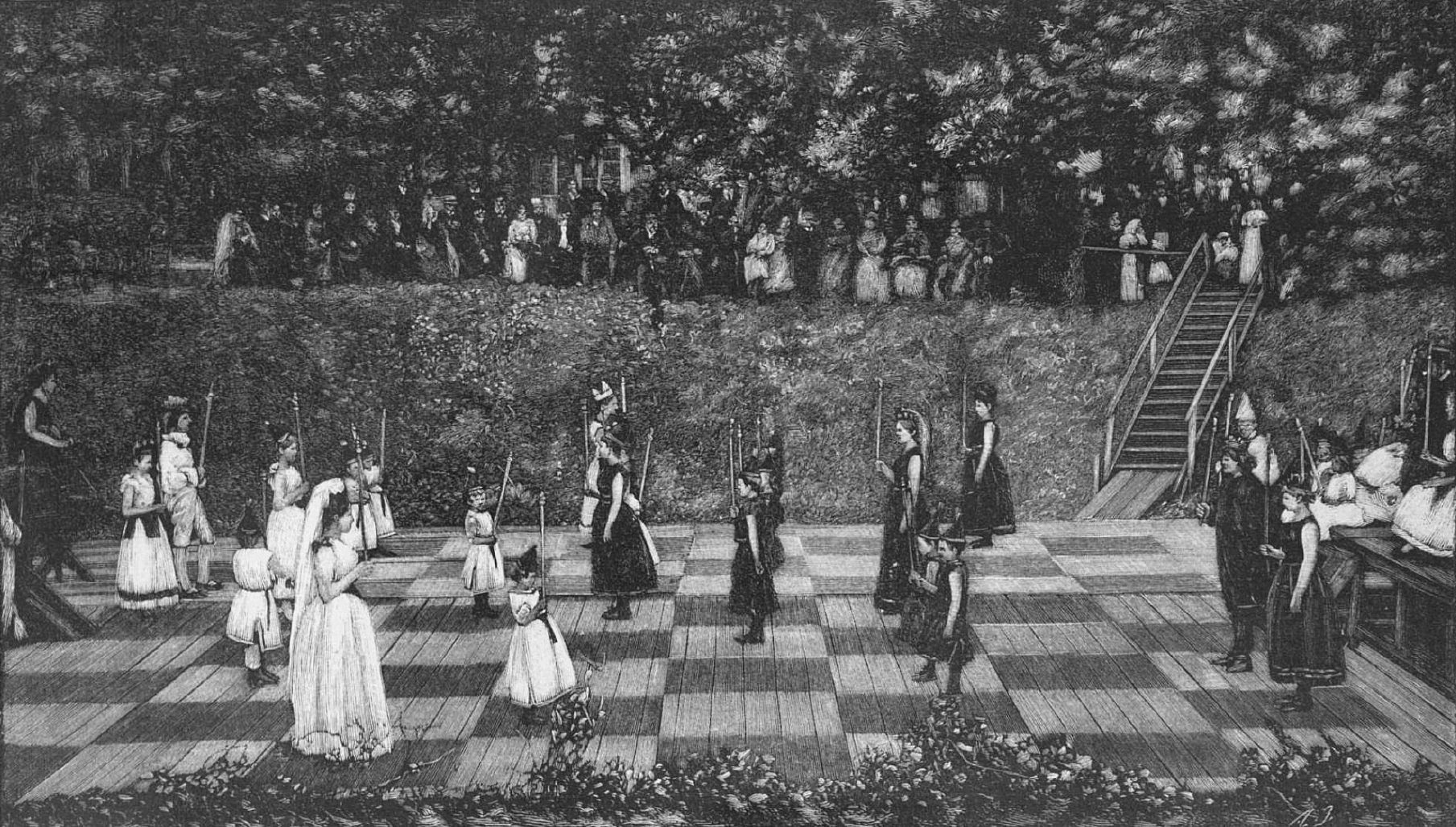
Aufführung einer lebenden Schachpartie zum 100-jährigen Bestehen der Spiegelfabrik

Friedrich Amelung entstammte einer Industriellenfamilie, die Ende des 18. Jahrhunderts aus Deutschland zugewandert und in dem Teil des Gouvernements Livland, der heute zu Estland gehört, ansässig war. Nach Absolvierung des Gymnasiums in Dorpat (Tartu) studierte er 1862 bis 1864 an der Kaiserlichen Universität Dorpat Philosophie und Chemie. Danach lebte er in verschiedenen baltischen Städten, bevor er 1902 nach Riga übersiedelte.
Carl Philipp Amelung (1769–1817), ein Großvater des Schachspielers, hatte 1792 die nach dem Dorf Woiseck bei Oberpahlen (Põltsamaa) benannte „Spiegel-Glas-Fabrik unter Woizek“ gegründet. In einer Moorniederung nördlich des Wirzsees (Võrtsjärv) wurden daraufhin die Spiegelfabrik Katharina und Glashütte Lisette errichtet (der Standort befand sich rund dreißig Kilometer westlich von Dorpat, woher sich die gelegentliche Angabe „Katharina bei Dorpat“ erklärt). Im Jahr 1864 übernahm Friedrich Amelung die Leitung der Spiegelfabrik und der seit 1808 bestehenden Firma Amelung und Sohn.
Neben seiner Tätigkeit in allen Sparten des Schachspiels befasste er sich in verschiedenen Werken mit der baltischen Geschichte. Friedrich Amelung starb in Riga. Die letzte Ruhestätte fand er auf dem (zwischen Katharina und Woiseck gelegenen) Friedhof Klein St. Johannis.

## Baltischer Schachmeister

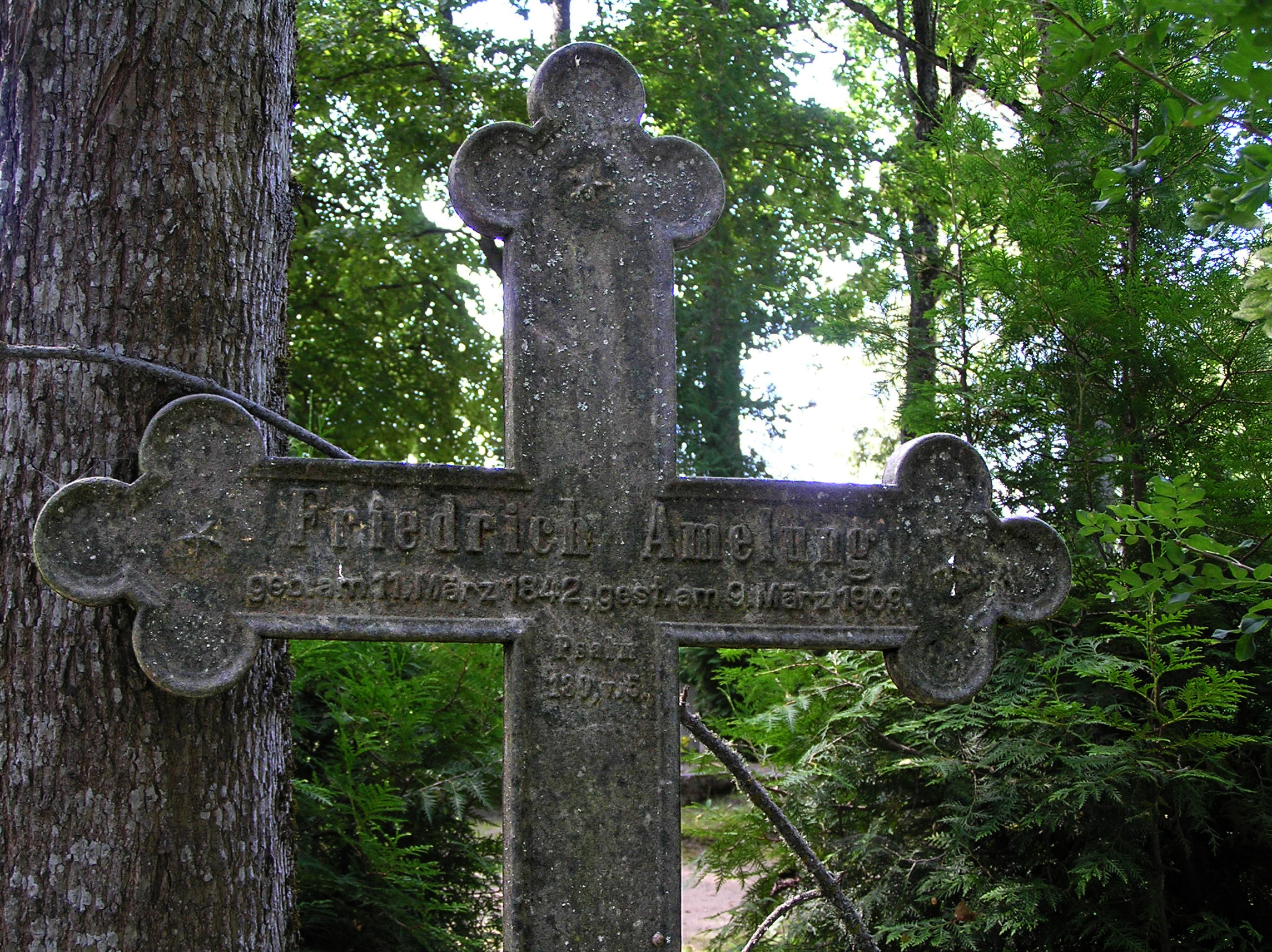
Grabkreuz von Friedrich Amelung auf dem Friedhof in Klein St. Johannis

Mitglieder der Familie Amelung waren seit langem als starke Schachspieler bekannt. Namentlich wurde ein Karl Friedrich Amelung erwähnt, der „nach Petersburg berufen wurde, um vor dem Fürsten Potemkin sein Können zu zeigen“.
Friedrich Amelung setzte die Tradition erfolgreich fort. Auf seinen häufigen Reisen nach Berlin fand er Gelegenheit, mit den besten deutschen Meistern erfolgreich die Klingen zu kreuzen. Zwischen 1860 und 1877 spielte Amelung nicht ohne Erfolg gegen Adolf Anderssen, Gustav Richard Neumann, Carl Mayet und Emil Schallopp. 1877 gewann er einen Wettkampf gegen Andreas Ascharin 5:4 (+4 =2 −3), verlor aber gegen Emanuel Schiffers 4:8 (+2 =4 −6). Dennoch blieb sein eigentliches Gebiet die analytische und kompositorische Richtung. Was die literarische Beschäftigung mit dem Schachspiel betrifft, ist Amelung zudem als der erste baltische Schachhistoriker anzusehen.
In verschiedenen Zeitschriften war Amelung Redakteur einer Schachspalte. Von 1889 bis 1901 gab er in acht Heften die Baltischen Schachblätter heraus, eine Chronik des Schachlebens dieser Region und zugleich Plattform für Publizistik, theoretische und historische Schachartikel. Schließlich war Amelung 1898 einer der Mitbegründer und bis 1901 erster Sekretär des Baltischen Schachbundes.

## Studienkomponist
Von 1879 bis 1885 lebte Amelung in Reval und entfaltete eine lebhafte Sammeltätigkeit baltischer Schachnotizen. Er komponierte zahlreiche Schachaufgaben und Endspielstudien. Insgesamt hat er mehr als 230 Studien veröffentlicht, darunter einige Miniaturen. Beachtung fanden besonders seine Beiträge zur Theorie der bauernlosen Endspiele. Nachfolgend eine seiner analytischen Studien:
|   | a | b | c | d | e | f | g | h |   |
| 8 |   |   |   |   |   |   |   |   | 8 |
| 7 |   |   |   |   |   |   |   |   | 7 |
| 6 |   |   |   |   |   |   |   |   | 6 |
| 5 |   |   |   |   |   |   |   |   | 5 |
| 4 |   |   |   |   |   |   |   |   | 4 |
| 3 |   |   |   |   |   |   |   |   | 3 |
| 2 |   |   |   |   |   |   |   |   | 2 |
| 1 |   |   |   |   |   |   |   |   | 1 |
|   | a | b | c | d | e | f | g | h |   |

Lösung:

1. Dh3–e3+ Sf4–e2+

2. Kc3–d3 Tf1–f2

3. De3–d2+ Ke1–f1

4. Kd3–e3 Tf2–h2 Auf Königszüge gewinnt 5. De1(+)

5. Dd2–d1+ Nach Eroberung des Springers gewinnt die Dame gegen den Turm.

## Veröffentlichungen (Auswahl)
- Baltische Culturstudien aus den vier Jahrhunderten der Ordenszeit (1184–1561), Dorpat 1884 (Nachdruck: Hannover 1971) ISBN 3-7777-0944-1.
- Baltischer kulturhistorischer Bilder-Atlas, Dorpat 1886–1887
- Baltische Schachblätter, 8 Hefte (1889–1891; 1893; 1898; 1900–1901), Reprintausgabe, Publishing House Moravian Chess, Olomouc o. J. [2001]
- „Das Endspiel von Thurm gegen Springer“, in: Deutsche Schachzeitung, 1900 (55), S. 1–5, 37–41, 101–105, 134–138, 198–202, 261–266.
- „Das Endspiel von Thurm und Springer gegen die Dame“, in: Deutsche Schachzeitung, 1901 (56), S. 193–197, 225–229.
- „Die Endspiele mit Qualitätsvortheil, insbesondere das Endspiel von Thurm und Läufer gegen Läufer und Springer“, in: Deutsche Schachzeitung, 1902 (57), S. 265–268, 297–300, 330–332.
- „Zum Endspiel der Dame gegen Läufer und Springer“, in: Deutsches Wochenschach, 1903, S. 384.
- (zusammen mit Arthur Gehlert) „Der älteste Londoner Schachzirkel in der St. Marinstraße“, in: Deutsches Wochenschach, 1904, S. 29.